# Людина і мавпа
«Людина і мавпа» — український науково-популярний фільм, знятий в 1930 році Андрієм Вінницьким разом з Юзефом Муріним на Київській кіностудії Українфільму (відділ «Техфільм»). У зйомках брав участь німецький оператор Йозеф Рона.

## Сюжет
Зйомки фільму відбувались у Сухумському розпліднику мавп. Українська знімальна група об'єднання «Техфільм» (Українфільм) для зйомок в Сухумі використовувала далекофокусні об'єктиви і новий винахід оператора Йозефа Рони — рухливий штатив, що дало змогу зблизька відстежувати пересування мавп, не порушуючи ритм їхнього життя. У Києві фільм доповнили анімацією, яка наочно ілюструє схожість і відмінність мозку людини і мавпи.
Включає матеріали про дослідження мавп Науково-дослідного інституту ендокринології.

## Віднайдення
Фільм «Людина і мавпа» вважався втраченим, поки 2017 року співробітники Національного Центру Олександра Довженка не віднайшли його копію в Японському національному кіноцентрі.
2018 року 35-міліметрову плівкову копію для України коштом Довженко-Центру було виготовлено японською кінокопіювальною лабораторією IMAGICA West Corp. в Осаці на плівці нового покоління. Прем'єрний показ фільму відбувся під час фестивалю німого кіно і сучасної музики «Німі ночі» у липні 2018 року.
Саундтрек до фільму створив музичний гурт Ptakh_Jung.